# British North America Act
De British North America Acts (BNA) waren een serie wetten die door het Britse parlement in Londen werden aangenomen tussen 1867 en 1975 en die feitelijk de Grondwet van Canada vormde. De eerste British North America Act 1867 werd in 1867 aangenomen en creëerde de Dominion of Canada. Groot-Brittannië behield een grote mate van controle over Canada, en alleen het parlement in Londen kon bijvoorbeeld de BNA amenderen. Met het Statute of Westminster, aangenomen in 1931, verkreeg Canada, net zoals de andere Britse Dominions, volledig zelfbestuur inclusief de mogelijkheid om het eigen buitenlandse beleid te bepalen. Hiervoor, zoals in 1914, bepaalde Groot-Brittannië het buitenlandse beleid van haar Dominions en toen Engeland Duitsland de oorlog verklaarde was Canada automatisch ook meteen in oorlog.
Door onderlinge wrijvingen tussen met name de Engelstalige en Franstalige bevolkingsgroepen in Canada was het tot 1982 altijd onmogelijk gebleken het bestuur volledig in Canadese handen te geven. De provincies konden het nooit unaniem eens worden over de procedure hiervoor en tot 1982 moest elk amendement aan de grondwet van Canada via een BNA door het Britse parlement worden goedgekeurd. In 1982 werd echter door de Britten de Canada Act 1982 aangenomen die het laatste restje Britse controle over Canada opgaf. Vanaf dat moment was het aan het Canadees Parlement zelf om de grondwet te wijzigen zonder de Britten om hun fiat te vragen. De British North America Acts worden sindsdien in Canada retroactief de Constitution Acts genoemd hoewel zij in Groot-Brittannië nog altijd de originele naam bezitten.
De volgende British North America Acts werden aangenomen:

## British North America Act 1867
Deze wet vormt de basis van Canada's grondwet. Hij creëerde de Dominion of Canada bestaande uit de provincies Ontario, Quebec, New Brunswick en Nova Scotia. Canada werd een federatieve parlementaire democratie gebaseerd op het Britse Westminster model.

## British North America Act 1871
Met deze wet werd het mogelijk om nieuwe provincies tot de Confederatie toe te laten. Manitoba werd een provincie en Rupertland en de Northwest Territories werden deel van Canada.

## British North America Act 1886
De territoria kregen vertegenwoordiging in het Canadees Parlement.

## British North America Act 1907
De federale overheid kreeg de autoriteit om gelden over te maken aan de kleinere provincies.

## British North America Act 1915
De Canadese Senaat werd uitgebreid ten gunste van de westelijke provincies. West Canada, Ontario, Quebec en de Atlantische provincies kregen ieder als blok 24 senatoren.

## British North America Act 1916
Met de wet werd de zittingsduur van het parlement tijdelijk verlengd, wegens de Eerste Wereldoorlog.

## British North America Act 1930
Deze wet gaf de westelijke provincies controle over een deel van de natuurlijke grondstoffen, zelfs als die gewonnen werden op federaal land.

## British North America Act 1940
Sociale zekerheid als werkloosheidsuitkeringen werden de verantwoordelijkheid van de Federale overheid.

## British North America Act 1943
Wegens de Tweede Wereldoorlog werd de herdistribuering van zetels in het Lagerhuis uitgesteld.

## British North America Act 1946
De zetels in het Lagerhuis werden meer evenredig over de provincies verdeeld.

## British North America Act 1949
Newfoundland werden als tiende provincie opgenomen in de Confederatie.

## British North America Act 1949(nr. 2)
Bepaalde machten van het Britse Parlement werden overgedragen aan "Ottawa".

## British North America Act 1951
Het federale parlement kreeg de bevoegdheid wetten aangaande pensioensvoorzieningen aan te nemen.

## British North America Act 1952
Het aantal zetels in het Lagerhuis werd aangepast en het Yukon Territory kreeg een eigen zetel.

## British North America Act 1960
Verplichte pensionering voor rechters die de leeftijd van 75 bereiken.

## British North America Act 1964
De pensioenvoorzieningen werden uitgebreid.

## British North America Act 1965
Leden van de senaat moeten verplicht aftreden op de leeftijd van 75 jaar.

## British North America Act 1974
Herverdeling van het aantal zetels in het Lagerhuis dat iedere provincie krijgt. Quebec kreeg 75 zetels, terwijl voor de andere provincies een aantal wordt berekend in proportie tot hun bevolking ten opzichte van Quebec, met een minimum gelijk aan hun zetels in de Senaat.

## British North America Act 1975
De Northwest Territories krijgen twee zetels in het Lagerhuis.

## British North America Act 1975(nr. 2)
Yukon en de Northwest Territories krijgen ieder één zetel in de Senaat.